# 桃華れん
桃華 れん（ももか れん）は日本の女性声優。主にアダルトゲームに声をあてている。

## 出演作品
太字は主役・メインキャラクター

### ゲーム

#### 2007年
- The World of Rapest（仲原桃子、小南美耶）

#### 2008年
- 嗚呼、素晴らしき孕ま世界（平野鞠絵、里橋玲）[1]
- sealの缶詰 汁缶一発目（瀬川あかり）[2]
- ぜったい中出し警報! -中出ししないと人類滅亡!?-（真野もとか）[3]
- 昼はアイドル、夜は愛奴隷! 〜今日のマイクはあなたの性器〜（高麗川玲華）[4]
- Mr.Invisible -Legend of Rapest-（沢城沙羅、沢渡真奈美）[5]
- メンヘルメイト（坂下翼）[6]

#### 2009年
- サイレン鳴ったら、2秒でえっち!?（雨戸香澄）[7]
- ダンジョンブレイカー（ヒーラー、メイド）[8]
- モナリザカルトガーデン（御木谷モナ）[9]
- ライブ ア ライフ -天沢裕樹のセクシャル実況ライフ!?-（日下詩穂）[10]

#### 2010年
- 義妹蹂躙 〜恥辱と絶望の処女凌辱〜（白石香澄）[11]
- 僕の大事な姉はあいつのオモチャ（月代まゆ）[12]

#### 2011年
- 妹調教日記 〜こんなツンデレが俺の妹なわけない!〜（一之瀬姫月）[13]
- seal BEST collection2 -エロいっぱいの真心ギフトこれでいつでもH三昧!!-
- ツンデレ妹はおしゃぶり中毒（真奈）[14]
- 魔王降臨 〜女勇者処女凌辱〜（エイダ[15]、レナ[16]、エルフA）
- 恋愛小説物語（上原円）[17]

#### 2012年
- seal Best collection3 seal vs. Re:Verse -俺よりエロい奴に会いに行く…-
- 魔王降臨2 〜慟哭の女勇者処女蹂躙〜（アネット）
- USAエッチ

#### 2017年
- USAエッチP